# Wahlenbergia densifolia
Wahlenbergia densifolia är en klockväxtart som beskrevs av Lothian. Wahlenbergia densifolia ingår i släktet Wahlenbergia och familjen klockväxter. Inga underarter finns listade i Catalogue of Life.